# Grandvalbos en Kooigembos
Het Grandvalbos en Kooigembos is een complex van twee bij elkaar gelegen bossen in de tot de West-Vlaamse gemeente Zwevegem behorende plaats Sint-Denijs en de tot de gemeente Kortrijk behorende plaats Kooigem. Dit boscomplex en omgeving is geklasseerd als Ankerplaats.
De bossen liggen op de zuidelijke uitloper van een heuvelkam tussen Schelde en Leie. Door de leem- en kleilagen is dit gebied nooit geheel ontgonnen. De twee bossen worden gescheiden door een diep uitgeslepen vallei. In het westen van het gebied loopt de Zandbeek.
Het bos heeft een bijzondere voorjaarsflora. Op de heuveltop zijn sporen van een Gallo-Romeinse nederzetting aangetroffen. In de omgeving van de bossen liggen enkele historische hoeven: Goed ter Geest en  't Riddershof.